# Gelée royale

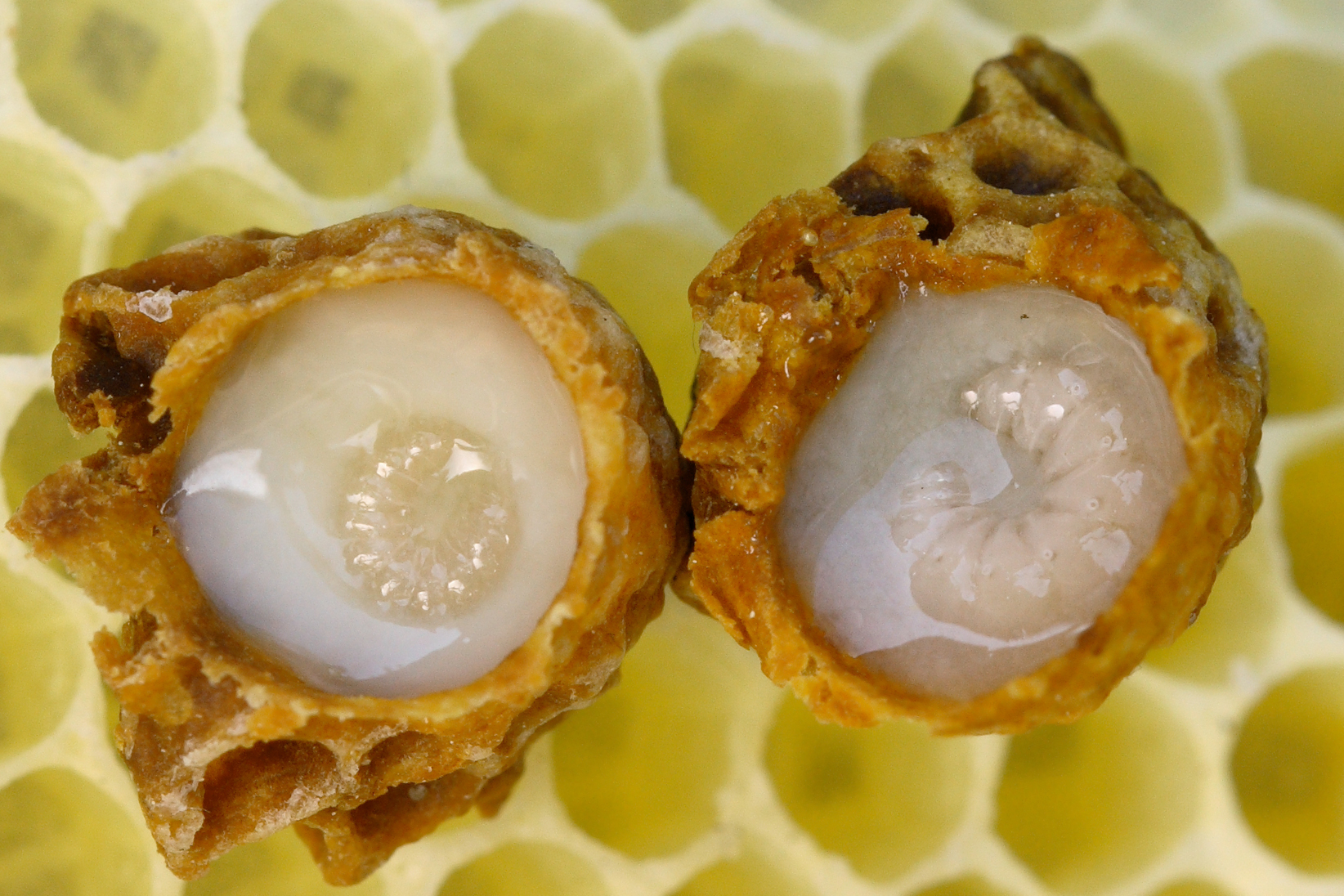
Jeunes larves de reine flottant dans de la gelée

La gelée royale est le produit de sécrétion du système glandulaire céphalique (glandes hypopharyngiennes et glandes mandibulaires) des abeilles ouvrières, entre le cinquième et le quatorzième jour de leur existence (ouvrières qui portent alors le nom de nourrices). C’est une substance blanchâtre aux reflets nacrés, à consistance gélatineuse, de saveur chaude, acide et très sucrée, qui constitue la nourriture exclusive :
- de toutes les larves de la colonie, sans exception, de leur éclosion jusqu’au troisième jour de leur existence ;
- des larves choisies pour devenir reines jusqu’au cinquième jour de leur existence ;
- de la reine de la colonie pendant toute la durée de son existence à partir du jour où elle quitte la cellule royale.

Les guêpes sont également aptes à produire de la gelée royale[réf. nécessaire]  mais ne s’en servent qu’en cas de force majeure (mort de la reine et aucune reine potentielle disponible).

## Composition de la gelée royale
La gelée royale contient en moyenne :
- lipides : 4,5 %
- glucides : 14,5 %, du glucose et du fructose pour la plus grande partie, et en proportions nettement moindres du saccharose, du maltose, de l’erlose, du tréhalose et du mélibiose.
- protides : 13 % (acides aminés à l’état libre ou combiné)
- eau : environ 66 %.

On y trouve également des vitamines (la gelée royale est le produit naturel connu le plus riche qui soit en vitamine B5), des oligo-éléments, de l’acétylcholine (jusqu’à 1 mg g−1), des facteurs antibiotiques particulièrement actifs sur les bactéries du genre Proteus et sur Escherichia coli B (plus connu sous le nom de colibacille).
La gelée royale est également riche en un acide gras appelé acide (E)-10-hydroxy-2-décénoïque (10HDA). Le 10HDA représente 2 à 5 % de la masse de la gelée royale. Ce composé serait responsable de la formation de l'utérus chez les larves nourries à la gelée royale (Spannhoff et al. EMBO Reports, 2011). Une protéine jouerait notamment un rôle majeur dans la différenciation des abeilles au stade larvaire, alors qu'elles sont exclusivement nourries à la gelée royale. Il s'agit de la protéine 57-kDa, baptisée royalactine, qui sur-activerait la prolifération cellulaire par la voie de transduction du signal de l'EGFR.

## Récolte et conservation de la gelée royale
La production de gelée royale fait appel à des techniques particulières, car les abeilles produisent juste la quantité nécessaire à l’élevage du couvain et elle n’est pas stockée. Elle est pratiquée par des apiculteurs spécialisés. Les ruches sont conduites comme pour l’élevage de reine, la ruche est rendue orpheline en lui enlevant la reine. Des cadres sont placés dans la ruche avec des ébauches de cellules royales dans lesquelles l’apiculteur a mis des larves d’ouvrières âgées de 12 à 36 heures. Les ouvrières vont donner à ces ébauches la taille définitive des cellules à reines. Les nourrices servent de la gelée royale en abondance aux jeunes larves. Après trois jours les cellules ont atteint leur maximum d’abondance. Les cadres sont alors retirés, la gelée royale est prélevée par aspiration cellule par cellule. Une ruche peut donner de 300  à   1 000 g de gelée par an suivant les espèces d'abeilles.
Dès son prélèvement, la gelée royale est mise en flacons de verre. Flacons qui sont hermétiquement fermés par un bouchon en plastique (le métal est attaqué car la gelée royale est acide et a un pH de 4), puis entreposés au froid (entre 2 et 5 °C) dans une atmosphère exempte d’humidité et à l’abri de la lumière. Dans de telles conditions, la gelée royale se conserve parfaitement pendant plusieurs mois.

## Effets sur la santé humaine
La gelée royale contient une proportion considérable de protéines, d'acides aminés, de lipides, de vitamines et de sucres, et est souvent considérée comme ayant diverses vertus nutritionnelles et médicinales sur les humains mais, en réalité, peu d'études scientifiques ont mis en évidence les bienfaits de la gelée royale sur la santé humaine. Quoi qu'il en soit, quelques expérimentations in vivo et in vitro,[réf. à confirmer] ont permis de suggérer une activité vasodilatatrice et hypotensive, anticholestérolémique et anticancérigène.
Les bienfaits de la gelée royale sur les femmes ménopausées sont également cités par une étude clinique japonaise, étant donné l'action de cette dernière sur la production d'œstrogènes. Cependant, les connaissances quant aux implications pharmacologiques sur le long terme liées à la consommation de gelée royale sur les femmes ménopausées, ainsi que sur les humains de manière générale, restent encore insuffisantes.

## Effets indésirables
Un cas isolé d'inflammation intestinale associée à des diarrhées fut rapporté au Japon en 1997 sur une femme âgée.
La gelée royale peut provoquer des réactions allergiques chez l'homme, allant de l'urticaire à l'asthme jusqu'à l'anaphylaxie mortelle,,,,,.
L'incidence des effets secondaires allergiques chez les personnes qui consomment de la gelée royale est inconnue.
Le risque d’être allergique à la gelée royale est plus élevé chez les personnes ayant d’autres allergies.

## Sources
- Yves Donadieu, La Gelée royale, thérapeutique naturelle, éd. Maloine, 1994 (7e édition).